# Marek Karczewski (lekarz)
Marek Roman Karczewski (ur. 7 lutego 1966 w Poznaniu) – polski lekarz, profesor nauk medycznych, nauczyciel akademicki Uniwersytetu Medycznego im. Karola Marcinkowskiego w Poznaniu, specjalności naukowe: chirurgia ogólna, transplantologia kliniczna. W PRL działacz niezależnych organizacji młodzieżowych.

## Życiorys

### Praca zawodowa
W 1991 ukończył studia medyczne w Akademii Medycznej im. Karola Marcinkowskiego w Poznaniu. W latach 1991–1993 pracował w Szpitalu Wojewódzkim w Poznaniu, w latach 1993–1995 odbył staż na Oddziale Immunologii i Transplantacji Narządów Medical School of Houston University of Texas. Od 1995 pracuje na macierzystej uczelni. W 1997 na podstawie rozprawy pt. Wpływ rapamycyny na humoralny mechanizm areaktywności po przeszczepieniu allogenicznym serca u myszy uzyskał w Wydziale Lekarskim II stopień naukowy doktora nauk medycznych dyscyplina: biologia medyczna specjalność: transplantologia. Tam też, po przemianowaniu uczelni na uniwersytet, na podstawie dorobku naukowego oraz pracy pt. Wybrane immunologiczne wskaźniki ryzyka ostrego i przewlekłego odrzucania allogenicznej nerki przeszczepionej, pochodzącej od dawcy zmarłego otrzymał w 2013 stopień naukowy doktora habilitowanego nauk medycznych dyscyplina: medycyna specjalności: chirurgia ogólna, transplantologia kliniczna. W 2017 prezydent RP Andrzej Duda nadał mu tytuł profesora nauk medycznych.
Został profesorem Uniwersytetu Medycznego im. Karola Marcinkowskiego w Poznaniu na Wydziale Medycznym w Katedrze Chirurgii Ogólnej, Naczyniowej i Transplantacyjnej oraz pracownikiem Szpitala Klinicznego nr 2 im. Heliodora Święcickiego Uniwersytetu Medycznego im. Karola Marcinkowskiego w Poznaniu. Wcześniej był nauczycielem akademickim poznańskiej Akademii Medycznej.

### Działalność społeczna i polityczna
Jako uczeń VIII Liceum Ogólnokształcącego im. Adama Mickiewicza w Poznaniu należał po ogłoszeniu stanu wojennego do powstałych w marcu 1982 Szkolnych Kół Oporu Społecznego. Do 1984 współpracował z pismem Głos SKOK-ów, kolportował wydawnictwa podziemne, uczestniczył w akacjach ulotkowych, organizował rajdy niepodległościowe. Należał do akademickiego duszpasterstwa oo. Dominikanów. W czerwcu 1984 został aresztowany, w lipcu 1984 zwolniony na mocy amnestii. 
Od 1986 był członkiem redakcji niezależnego pisma Podaj Dalej. W latach 1987–1989 był członkiem Poznańskiej Rady Niezależnego Zrzeszenia Studentów, w latach 1989–1992 przewodniczącym NZS Akademii Medycznej w Poznaniu, w latach 1989–1990 członkiem Krajowej Komisji Koordynacyjnej NZS, w latach 1992–1993 wiceprzewodniczącym zarządu Kongresu Liberalno-Demokratycznego w Poznaniu, w 2000 wiceprzewodniczącym zarządu Stronnictwa Konserwatywno-Ludowego w Poznaniu. W latach 2006–2010 był radnym Rady Miasta Poznania.
W 2010 został za działalność opozycyjną oraz osiągnięcia w pracy zawodowej i społecznej odznaczony Złotym Krzyżem Zasługi. W 2021 otrzymał Krzyż Wolności i Solidarności.